# Before Winter Comes
Before Winter Comes is een Britse dramafilm uit 1969 onder regie van J. Lee Thompson. Destijds werd de film in Nederland uitgebracht onder de titel Voordat de winter invalt.

## Verhaal
Janovic werkt als tolk voor de Britse majoor Burnside in een Oostenrijks vluchtelingenkamp na de oorlog. Samen zorgen ze ervoor dat de kampbewoners terug naar huis kunnen keren. Als hij de bevallige Maria leert kennen, wil de majoor zelf niet meer naar Groot-Brittannië terugkeren.

## Rolverdeling
| Acteur            | Personage              |
| ----------------- | ---------------------- |
| David Niven       | Majoor Burnside        |
| Topol             | Janovic                |
| Anna Karina       | Maria                  |
| John Hurt         | Luitenant Pilkington   |
| Anthony Quayle    | Brigadegeneraal Bewley |
| Ori Levy          | Kapitein Kamenev       |
| John Collin       | Sergeant Woody         |
| Karel Štěpánek    | Graaf Kerassy          |
| Guy Deghy         | Kovacs                 |
| Mark Malicz       | Komenski               |
| Gertan Klauber    | Russische majoor       |
| Hana Maria Pravda | Beata                  |
| George Innes      | Bill                   |
| Tony Selby        | Ted                    |
| Hugh Futcher      | Joe                    |